# АТХ-M
Код АТХ-M (англ. АТС-M) «Препараты для лечения заболеваний костно-мышечной системы» — раздел система буквенно-цифровых кодов Анатомо-терапевтическо-химической классификации, разработанных Всемирной организацией здравоохранения для классификации лекарств и других медицинских продуктов.
Коды для применения в ветеринарии (ATCvet коды) могут быть созданы путём добавления буквы Q в передней части человеческого Код ATC: QM.
Из-за различных национальных особенностей в классификацию АТС могут включаться дополнительные коды, которые отсутствуют в этом списке, который составлен Всемирной организацией здравоохранения.
- АТХ код M01 — Противовоспалительные и противоревматические препараты
- АТХ код M02 — Препараты для местного применения при болевом синдроме при заболеваниях костно-мышечной системы
- АТХ код M03 — Миорелаксанты
- АТХ код M04 — Противоподагрические препараты
- АТХ код M05 — Препараты для лечения заболеваний костей
- АТХ код M09 — Прочие препараты для лечения заболеваний костно-мышечной системы